# Sigmundur Brestisson
Sigmundur Brestisson (961-1005) va ser un cap viking feroès. Va ser qui va introduir el cristianisme a les Illes Fèroe el 999. És un dels personatges principals de la Saga dels feroesos.
Nascut vers el 961 era fill de Brestir Sigmundsson i Cæcilia. El seu pare era un ric terratinent viking de Skúvoy. Quan tenia 9 anys, Sigmundur va ser testimoni de l'assassinat del seu pare i del seu tiet; aquest fet tràgic el marcarà la resta de la seva vida, ja que durant molts anys provarà de venjar aquestes morts. El 999 es va convertir al cristianisme i promocionarà la construcció de la primera església de l'arxipèlag.
Sigmundur va ser el primer feroès que es va convertir al cristianisme. Seguint les passes de la Mancomunitat Islandesa, va intentar oficialitzar la nova fe per decret al Tinganes de Tórshavn, pero el resultat va ser advers i una multitud enfurismada quasi l'assassina. Davant d'aquesta reacció va haver de canviar de tàctica: a l'estil d'Olaf Tryggvason, se'n va anar a les terres del cabdill opositor Tróndur í Gøtu de nit amb un grup d'homes armats, va atrapar Tróndur i li va donar a escollir entre convertir-se o ser decapitat en aquell mateix moment. Tróndur í Gøtu no va tenir cap més remei que acceptar.

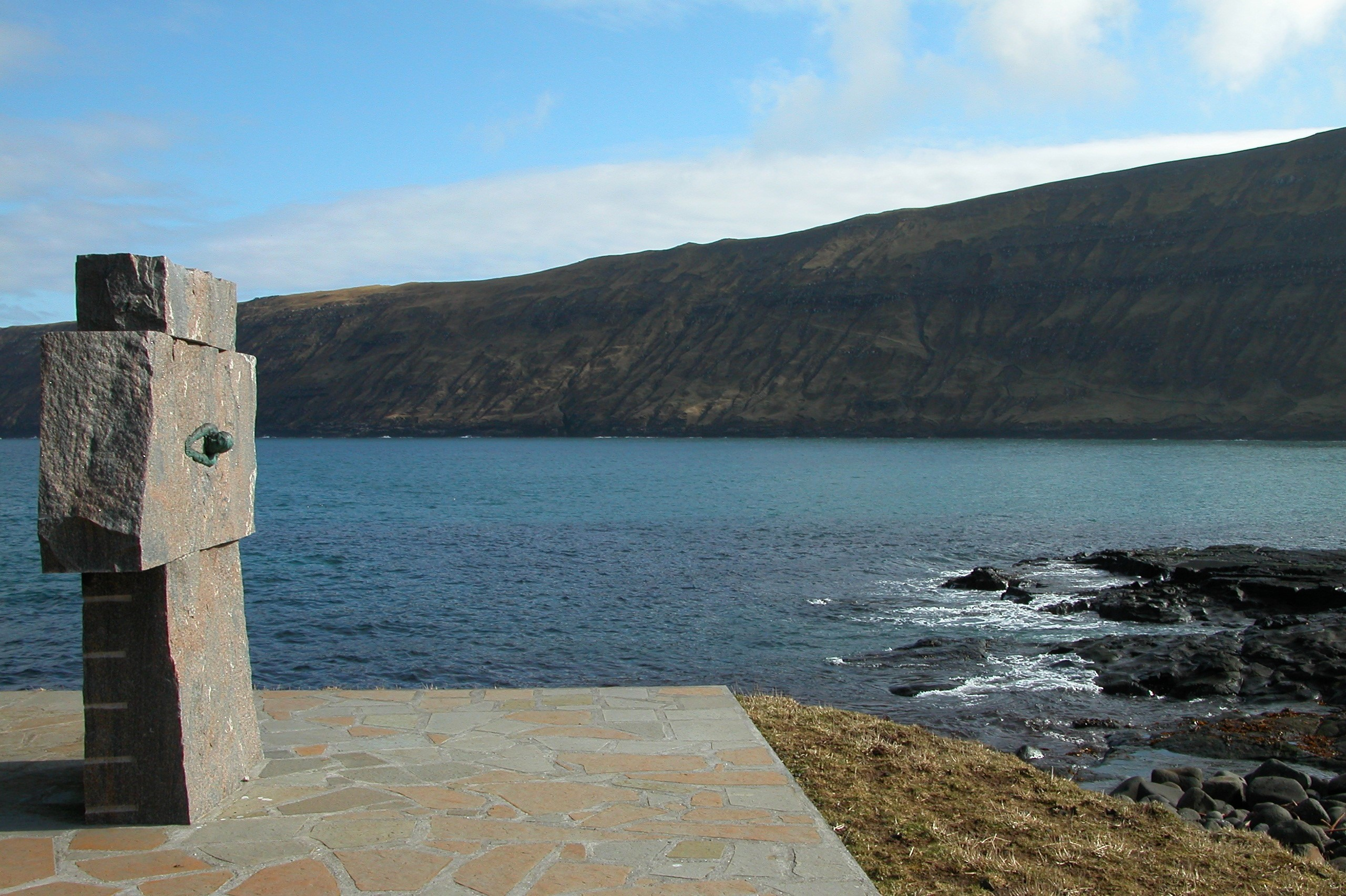
Monument a Sigmundur Brestisson a Sandvík. Obra de Hans Pauli Olsen.

Tanmateix Tróndur no li va perdonar aquesta jugada i va esperar l'oportunitat per venjar-se de Sigmundur. Finalment Tróndur va preparar una emboscada a Sigmundur que, per fugir, va saltar al mar. Va nedar la distància que separa Skúvoy de la població de Sandvík a Suðuroy (aproximadament uns 15 kilòmetres). Torgrímur Illi (el Dolent) el va trobar exhaust a la costa, i el va decapitar per a robar-li el seu braçalet d'or.
Vers el 986 es va casar amb la que es convertiria en la dona més influent de l'arxipèlag, Turið Torkilsdóttir.
La seva tomba, coneguda com la Sigmundarsteinur, es troba al cementiri del poble de Skúvoy i és una de les restes medievals més importants de les Illes Fèroe. La seva làpida està mancada de caràcters rúnics, cosa habitual a la seva època. En el seu lloc hi ha esculpida una petita creu.
L'artista feroès Hans Pauli Olsen va dedicar el 2006 tres monuments a Sigmundur Brestisson: un es troba a Skúvoy, lloc del seu naixement, un altre és a Tórshavn, on va predicar el cristianisme, i un tercer és a Sandvík, on va morir.